# Zoologia
La zoologia és la branca de la biologia que tracta l'estudi científic dels animals. Els estudis inclouen tot allò que fa referència als animals incloent-hi la seva estructura, embriologia, evolució, classificació biològica, etologia i distribució, siguin animals vius o extints, i com interactuen amb els seus ecosistemes. La zoologia és una de les branques primàries de la biologia. El terme deriva del grec antic ζῷον (zoon), que significa animal, ésser viu, i λόγος (logos), que significa paraula, ciència.
Encara que els humans sempre s'han interessat en la història natural dels animals que veien al seu voltant, i van utilitzar aquest coneixement per domesticar certes espècies, es pot dir que l'estudi formal de la zoologia es va originar amb Aristòtil. Va veure els animals com a organismes vius, va estudiar la seva estructura i desenvolupament, i va considerar les seves adaptacions al seu entorn i la funció de les seves parts. La zoologia moderna té els seus orígens durant el Renaixement i el primer període modern, amb Carl Linnaeus, Antonie van Leeuwenhoek, Robert Hooke, Charles Darwin, Gregor Mendel i molts altres.
L'estudi dels animals ha passat en gran manera a tractar la forma i la funció, les adaptacions, les relacions entre grups, el comportament i l'ecologia. La zoologia s'ha subdividit cada cop més en disciplines com la classificació, la fisiologia, la bioquímica i l'evolució. Amb el descobriment de l'estructura de l'ADN per Francis Crick i James Watson l'any 1953, es va obrir l'àmbit de la biologia molecular, donant lloc a avenços en biologia cel·lular, biologia del desenvolupament i genètica molecular.

## Història

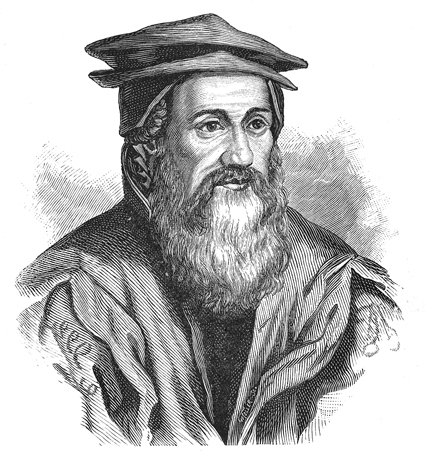
Conrad Gessner (1516–1565). La seva Historiae animalium es considera l'inici de la zoologia moderna.

La història de la zoologia recorre l'estudi del regne animal des de l'antiguitat fins als temps moderns. Les persones prehistòriques necessitaven estudiar els animals i les plantes del seu entorn per poder-los explotar i sobreviure. Hi ha pintures rupestres, gravats i escultures a França que daten de fa 15.000 anys que mostren bisons, cavalls i cérvols amb detalls acuradament representats. Imatges similars d'altres parts del món il·lustraven sobretot els animals caçats per menjar, però també els animals salvatges.
La revolució neolítica, que es caracteritza per la domesticació dels animals, va continuar durant el període de l'Antiguitat. El coneixement antic de la vida salvatge s'il·lustra amb les representacions realistes d'animals salvatges i domèstics al Pròxim Orient, Mesopotàmia i Egipte, incloses les pràctiques i tècniques de cria, la caça i la pesca. La invenció de l'escriptura es reflecteix en zoologia per la presència d'animals als jeroglífics egipcis.
Encara que el concepte de zoologia com a concepte unitari va sorgir molt més tard, les ciències zoològiques van partir de la història natural als treballs biològics d'Aristòtil i Galè en l'antic món grecoromà. Aristòtil, al segle iv aC, considerava els animals com a organismes vius, i estudiava la seva estructura, desenvolupament i fenòmens vitals. Els va dividir en dos grups: els animals amb sang, equivalent al nostre concepte de vertebrats, i els animals sense sang, els invertebrats. Va passar dos anys a Lesbos, observant i descrivint els animals i les plantes, tenint en compte les adaptacions dels diferents organismes i la funció de les seves parts. Quatre-cents anys després, el metge romà Galè va disseccionar animals per estudiar-ne l'anatomia i la funció de les diferents parts, perquè aleshores estava prohibida la dissecció de cadàvers humans. Això va fer que algunes de les seves conclusions fossin falses, però durant molts segles es va considerar herètic desafiar qualsevol dels seus punts de vista, de manera que l'estudi de l'anatomia es va entorpir.
Durant l'⁣era postclàssica, la ciència i la medicina de l'Orient Mitjà van ser les més avançades del món, integrant conceptes de l'antiga Grècia, Roma, Mesopotàmia i Pèrsia, així com l'antiga tradició índia de l'Ayurveda, alhora que va fer nombrosos avenços i innovacions. Al segle XIII, Albert Magnus va produir comentaris i paràfrasis de totes les obres d'Aristòtil; els seus llibres sobre temes com la botànica, la zoologia i els minerals incloïen informació de fonts antigues, però també els resultats de les seves pròpies investigacions. El seu enfocament general era sorprenentment modern i va escriure: "Perquè és [la tasca] de la ciència natural no només acceptar el que ens diuen, sinó investigar les causes de les coses naturals". Un dels primers pioners va ser Conrad Gessner, la monumental enciclopèdia d'animals de 4.500 pàgines, Historia animalium, es va publicar en quatre volums entre 1551 i 1558.
A Europa, el treball de Galè sobre anatomia va romandre en gran part insuperable i no es va qüestionar fins al segle XVI. Durant el Renaixement i el primer període modern, el pensament zoològic va ser revolucionat a Europa per un renovat interès per l'empirisme i el descobriment de molts organismes nous. Destacats en aquest moviment van ser Andreas Vesalius i William Harvey, que van utilitzar l'experimentació i l'observació acurada en fisiologia, i naturalistes com Carl Linnaeus, Jean-Baptiste Lamarck i Buffon que van començar a classificar la diversitat de la vida i el registre fòssil, així com estudiar el desenvolupament i el comportament dels organismes. Antonie van Leeuwenhoek va fer un treball pioner en microscòpia i va revelar el món fins ara desconegut dels microorganismes, posant les bases per a la teoria cel·lular. Les observacions de van Leeuwenhoek van ser avalades per Robert Hooke⁣; tots els organismes vius estaven formats per una o més cèl·lules i no podien generar-se espontàniament. La teoria cel·lular va proporcionar una nova perspectiva sobre les bases fonamentals de la vida.
Havent estat prèviament una disciplina dels naturalistes, durant els segles XVIII, XIX i XX, la zoologia es va convertir en una disciplina científica cada cop més professional. Exploradors-naturalistes com Alexander von Humboldt van investigar la interacció entre els organismes i el seu entorn, i les maneres en què aquesta relació depèn de la geografia, establint les bases de la biogeografia, l'ecologia i l'etologia. Els naturalistes van començar a rebutjar l'essencialisme i a considerar la importància de l'extinció i la mutabilitat de les espècies.
Aquests desenvolupaments, així com els resultats de l'embriologia i la paleontologia, van ser sintetitzats en la publicació de 1859 de la teoria de l'evolució de Charles Darwin per selecció natural; en això Darwin va situar la teoria de l'evolució orgànica en una nova base, explicant els processos pels quals es pot produir i aportant proves observacionals que ho havia fet. La teoria de Darwin va ser acceptada ràpidament per la comunitat científica i aviat es va convertir en un axioma central de la ciència de la biologia en ràpid desenvolupament. La base de la genètica moderna va començar amb el treball de Gregor Mendel sobre els pèsols el 1865, tot i que en aquell moment ningú fou conscient de la importància del seu treball.
Darwin va donar una nova direcció a la morfologia i la fisiologia, unint-les en una teoria biològica comuna: la teoria de l'evolució orgànica. El resultat va ser una reconstrucció de la classificació dels animals sobre una base genealògica, una nova investigació del desenvolupament dels animals i els primers intents de determinar les seves relacions genètiques. El final del segle xix va veure la caiguda de la generació espontània i l'auge de la teoria germinal de la malaltia, encara que el mecanisme de l'herència continuava sent un misteri. A principis del segle xx, el redescobriment de l'obra de Mendel va portar al ràpid desenvolupament de la genètica, i a la dècada de 1930 la combinació de la genètica de poblacions i la selecció natural en la síntesi moderna va crear la biologia evolutiva.
La recerca en biologia cel·lular està interconnectada amb altres camps com la genètica, la bioquímica, la microbiologia mèdica, la immunologia i la citoquímica. Amb la seqüenciació de la molècula d'ADN per Francis Crick i James Watson l'any 1953, es va obrir l'àmbit de la biologia molecular, donant lloc a avenços en biologia cel·lular, biologia del desenvolupament i genètica molecular. L'estudi de la sistemàtica es va transformar a mesura que la seqüenciació de l'ADN va dilucidar els graus d'afinitat entre diferents organismes.

## Branques de la zoologia
Gradualment la zoologia es va expandir després dels treballs de Thomas Henry Huxley en anatomia comparada per incloure les següents subdisciplines:
- Zoografia, també coneguda com a zoologia descriptiva, que descriu els animals en els seus hàbitats
- Anatomia comparada que estudia l'estructura dels animals.
- Fisiologia animal
- Ecologia del comportament
- Etologia.
- Zoologia dels invertebrats.
- Zoologia dels vertebrats.
- Zoologia comparada.
- Les variades disciplines orientades taxonòmicament com la mamalogia, herpetologia, ornitologia i entomologia identifiquen i classifiquen espècies i n'estudien els mecanismes i estructures específics.

Camps relacionats:
- Biologia evolutiva
- Biologia molecular
- Palaeontologia
- Sistemàtica, cladística, filogenètica, filogeografia, biogeografia i taxonomia classifiquen i agrupen espècies.

La biologia dels animals, és coberta per les següents àrees;
- Fisiologia animal; inclou l'anatomia i l'embriologia
- La genètica i els mecanismes de desenvolupament d'animals i plantes, són estudiats en la biologia molecular, la genètica molecular i la biologia del desenvolupament.
- L'ecologia dels animals, és coberta en l'ecologia del comportament i altres matèries.
- La biologia evolutiva dels animals i de les plantes, és considerada un dels aspectes de l'evolució, la genètica de poblacions, l'herència, la variació, mendelisme, reproducció,...
- Sistemàtica, filogenètica, filogeografia, classificacions biogeogràfiques i taxonòmiques, i agrupació d'espècies via descendents comuns i associacions regionals.

## Recerca científica

### Estructural
La biologia cel·lular estudia l'estructura i les propietats fisiològiques de les cèl·lules, incloent el seu comportament, interaccions i ambient natural.
L'anatomia considera les formes d'estructures macroscòpiques com els òrgans biològics i els sistemes orgànics.

### Fisiològica

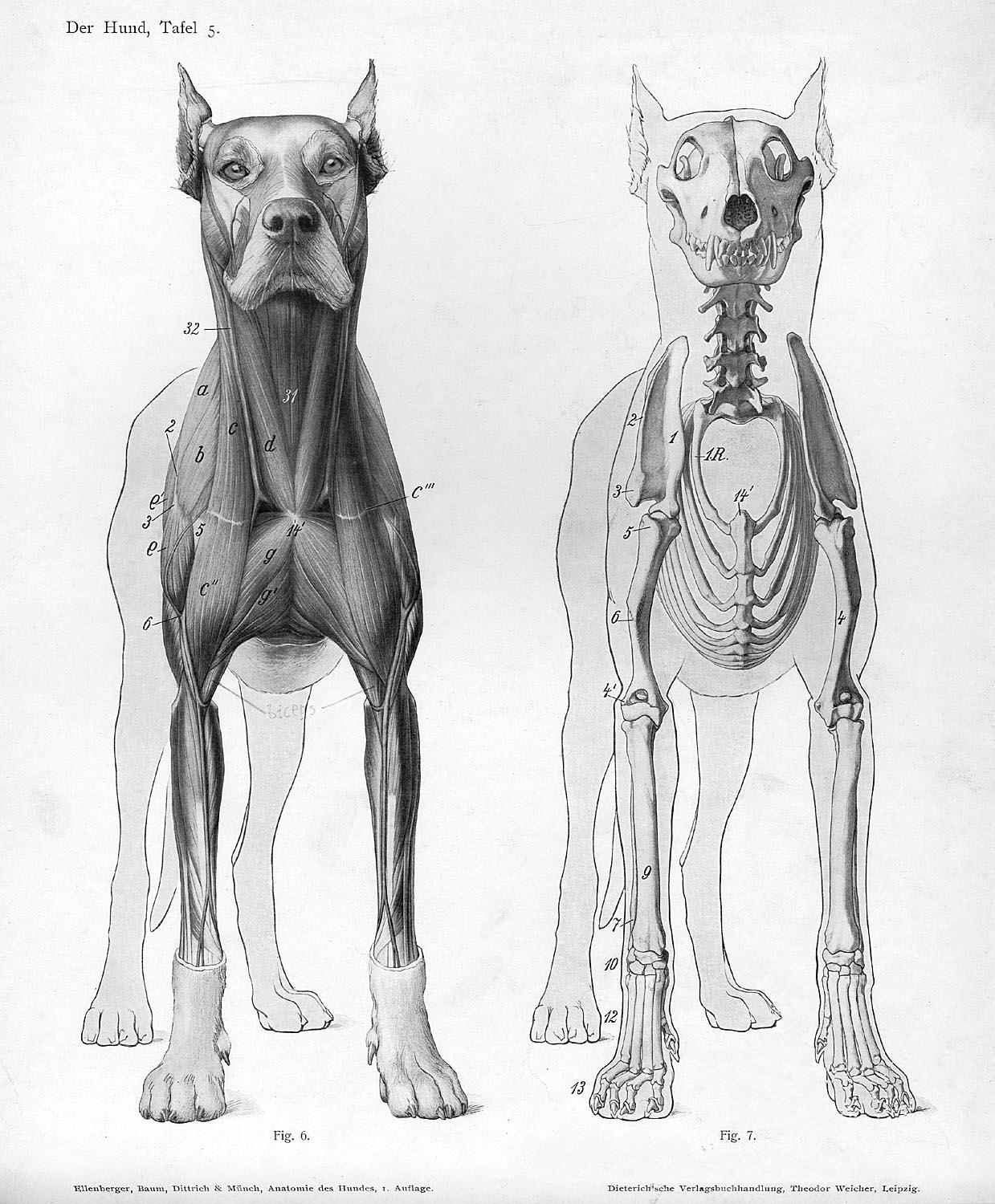
Gravats de l'anatomia animal del Handbuch der Anatomie der Tiere für Künstler.

La fisiologia estudia els processos bioquímics dels organismes vius intentant entendre com funcionen les estructures en conjunt. El camp de la fisiologia animal estén els mètodes de la fisiologia humana a les espècies no humanes.

### Evolutiva
La recerca evolutiva s'ocupa de l'origen i descendència de les espècies i també als seus canvis al llarg del temps.
La biologia evolutiva es basa parcialment en la paleontologia, la qual usa els registres fòssils, i parcialment en els desenvolupaments en àrees com la genètica de les poblacions i en la teoria evolutiva.

### Sistemàtica
La classificació biològica és un mètode pel qual els grups zoològics es categoritzen en tipus biològics com el gènere i l'espècie.

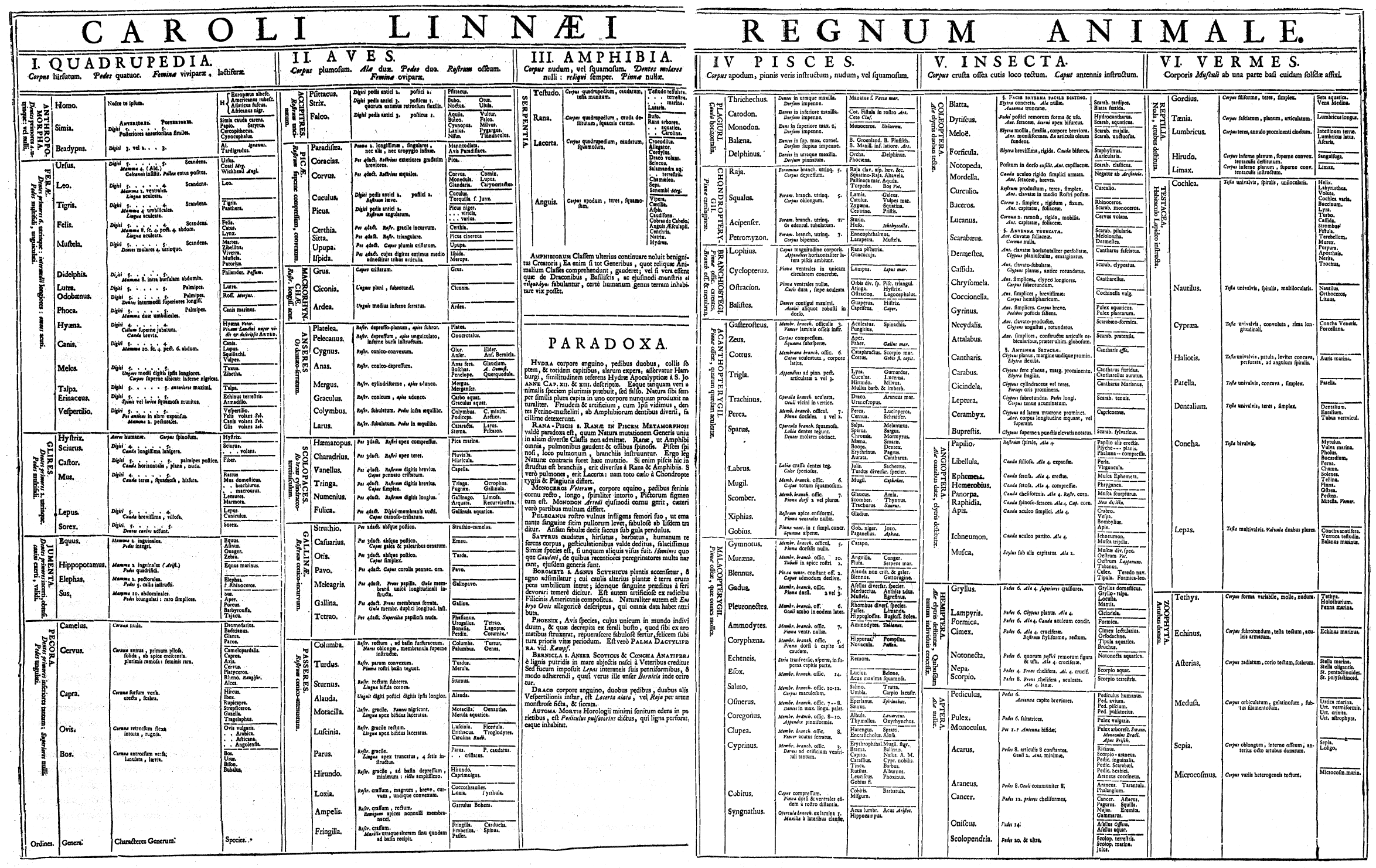
Taula de Linnaeus del regne animal, en Systema Naturae (1735).

Molts científics consideren el sistema dels cinc regnes passat de moda i les alternatives modernes comencen amb el sistema dels tres regnes

### Etologia

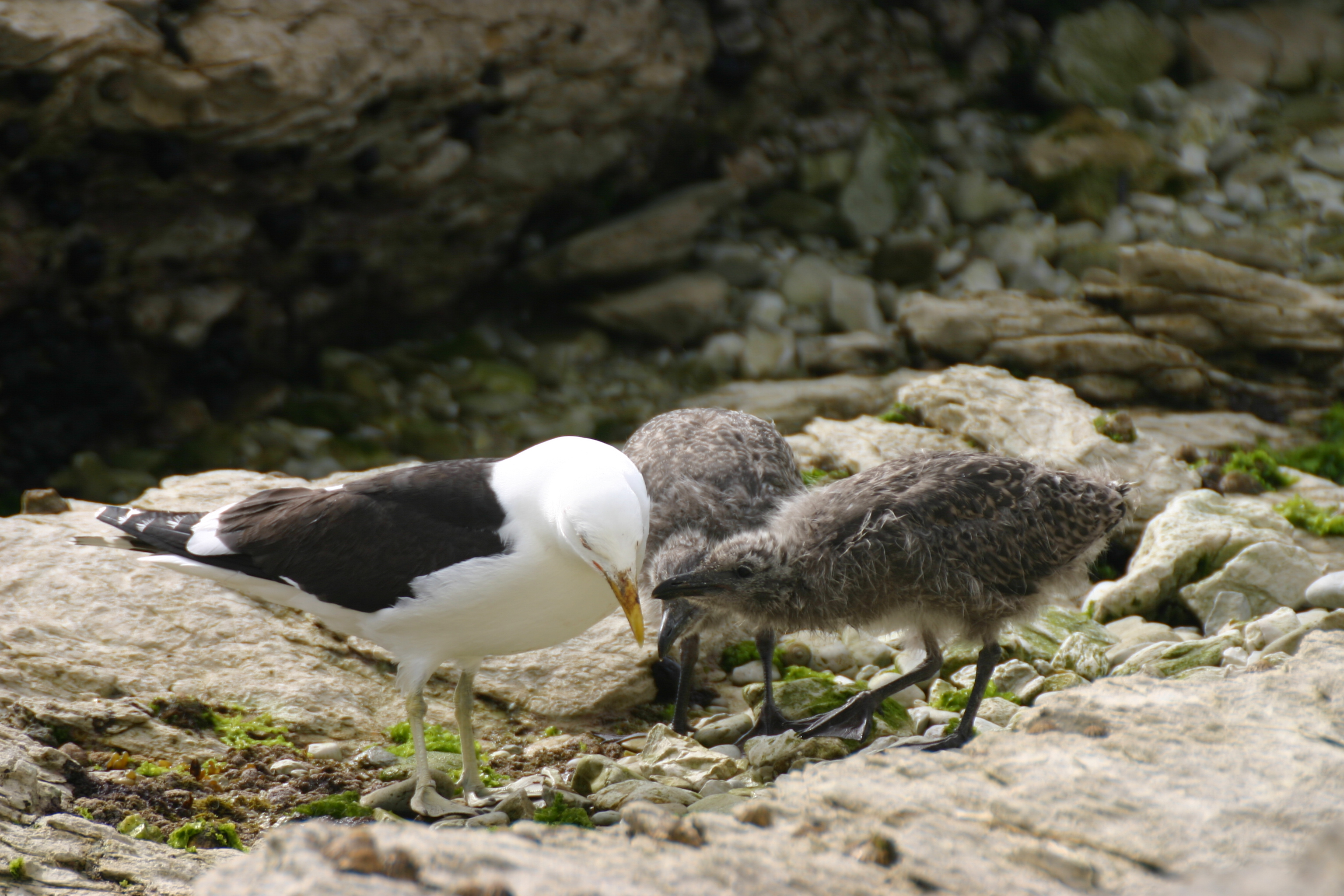
La gavina del kelp.

L'etologia és l'estudi específic i científic del comportament animal. Es centra en el comportament sota condicions naturals, i s'oposa al behaviourisme, que se centra en les condicions de laboratori.
La biogeografia estudia la distribució en l'espai dels organismes sobre la Terra, centrant-se en temes com la tectònica de plaques, el canvi climàtic, la dispersió biològica i la migració animal i la cladística.